# Мирный (Даугавпилсский край)
Мирный (латыш. Mirnijs) — населённый пункт в Аугшдаугавском крае (до 2021 года в Даугавпилсском крае) Латвии.
Административный центр Лауцесской волости. Находится рядом с региональной автодорогой P68 (Даугавпилс — Скрудалиена — белорусская граница). Расстояние до города Даугавпилс составляет около 9 км. По данным на 2015 год, в населённом пункте проживало 423 человека. Есть волостная администрация, дом культуры, начальная школа, библиотека, почтовое отделение.

## История
В советское время населённый пункт входил в состав Лауцесского сельсовета Даугавпилсского района.